# ローレンス・パーソンズ (初代ロス伯爵)
初代ロス伯爵ローレンス・ハーマン・パーソンズ（英語: Lawrence Harman Parsons, 1st Earl of Rosse、1749年7月26日 – 1807年4月20日）、またはローレンス・ハーマン・ハーマン（Laurence Harman Harman）は、アイルランド王国出身の政治家、貴族。1775年から1792年までアイルランド庶民院議員を、1801年から1807年までアイルランド貴族代表議員を務めた。

## 生涯
第3代準男爵サー・ローレンス・パーソンズと2人目の妻アン（Anne、旧姓ハーマン（Harman）、ウェントワース・ハーマンの娘）の息子として、1749年7月26日に生まれた。1792年までに姓を母方の旧姓ハーマンに改めた。
1775年から1792年までロングフォード・カウンティ選挙区の代表としてアイルランド庶民院議員を務めた。1790年アイルランド総選挙ではボイル選挙区でも当選したが、引き続きロングフォード・カウンティ選挙区の代表として議員を務めた。
1792年9月25日、アイルランド貴族であるウェックスフォード県におけるオクスマントンのオクスマントン男爵に叙された。この爵位は初代男爵の男系子孫が断絶した場合、第5代準男爵サー・ローレンス・パーソンズおよびその男系子孫が継承するという特別残余権（Special remainder）が定められている。1795年10月8日、同じくアイルランド貴族であるウェックスフォード県におけるオクスマントンのオクスマントン子爵に叙されたが、この爵位には特別残余権が定められていない。
1801年のグレートブリテン及びアイルランド連合王国成立に伴いアイルランド貴族代表議員32名が選出され、オクスマントン子爵もそのうちの1人だった。以降1807年に死去するまで貴族代表議員を務めた。1806年2月3日、アイルランド貴族であるロス伯爵に叙された。この爵位はオクスマントン爵位と同じく、第5代準男爵サー・ローレンス・パーソンズおよびその男系子孫の特別残余権（Special remainder）が定められている。
1807年4月20日に死去、娘しかもうけなかったためオクスマントン子爵位は廃絶、それ以外の爵位は特別残余権に基づき第5代準男爵サー・ローレンス・パーソンズが継承した。

## 家族
1772年6月11日、ジェーン・キング（Jane King、1755年ごろ – 1838年1月27日、初代キングストン伯爵エドワード・キングの娘）と結婚、1女をもうけた。
- フランシス（Frances、1775年3月31日 – 1841年10月7日） - 1799年12月9日、初代ロートン子爵ロバート・エドワード・キングと結婚、子供あり